# La Roche-Canillac
 La Roche-Canillac  là một xã thuộc tỉnh Corrèze trong vùng Nouvelle-Aquitaine miền trung Pháp.